# Peugeot Type 5
La Type 5 fu un'autovettura prodotta tra il 1894 e il 1896 dalla Peugeot, all'epoca ancora non registrata come Casa automobilistica.

## Profilo

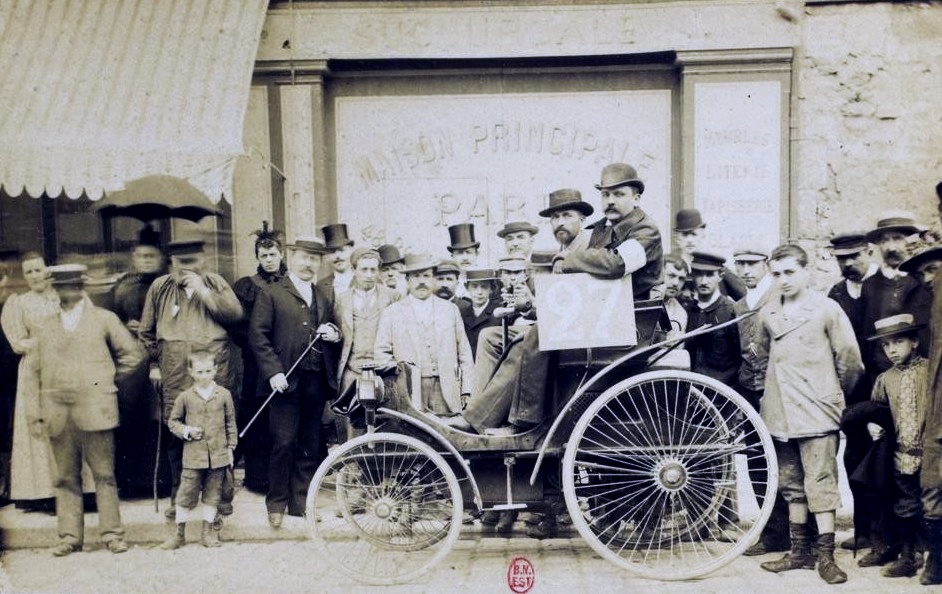
La Type 5 alla Parigi-Rouen

Prima che come autovettura prodotta in serie, seppur limitata, la Type 5 viene ricordata dagli appassionati per la sua attività sportiva. Fu infatti una delle 21 vetture che partecipò alla Parigi-Rouen, prima gara automobilistica della storia. La Type 3 infatti, pur avendo avuto nel 1891 una breve esperienza sportiva, non era stata progettata per tale attività, pur distinguendosi alla gara ciclistica Parigi-Brest-Parigi, dove partecipò solo per accompagnare i concorrenti veri e propri e per mostrare al pubblico le doti di affidabilità del motore e della meccanica. La Type 5 fu progettata tenendo conto anche di tale impiego sportivo, anche se la vettura riuscì ad arrivare solo all'undicesimo posto. Vincitrice, a pari merito con una Panhard & Levassor, fu invece una Type 6, direttamente derivata dalla stessa Type 5 e pilotata da Georges Lemaitre.
Montava un bicilindrico a V da 565 cm³ in grado di spingere la vettura a una velocità massima di 18 km/h. La carrozzeria in legno era in genere a due posti: ciò è quanto asserito universalmente dalle fonti specializzate, ma al Musée de l'Aventure Peugeot, a Sochaux, è esposta una vettura a 4 posti indicata come Type 5, perciò è verosimile che almeno in minime quantità sia stata prodotta anche con tale configurazione di carrozzeria.
La Type 5 fu prodotta in soli 14 esemplari e da essa derivarono le contemporanee Type 6, 7 e 8.